# عصوية ذهبية برنارديتية
عصوية ذهبية برنارديتية (الاسم العلمي: Chryseobacterium bernardetii) هي نوع من البكتيريا، سلبية الغرام، تتبع جنس عصوية ذهبية.